# Gemulação
A germulação ou gemiparidade é um processo de reprodução assexuada, no qual ocorre a formação de uma dilatação denominada gema, formada por mitoses na parte interna do organismo progenitor, podendo separar-se e dar origem a um novo indivíduo. O brotamento externo ocorre, quando uma esponja origina um broto na parte de fora de seu corpo, que pode se desligar ou continuar unida a ela. E o brotamento interno acontece, quando os arqueócitos coletados no mesófilo começam a formar uma nova esponja, também chamada de gemulação.
Este processo ocorre em seres unicelulares, como as bactérias e leveduras e em seres pluricelulares como a esponja, a medusa e a hidra. Também pode ocorrer em plantas superiores, como as angiospérmas.